# قائمة محافظات الكويت

محافظات الكويت الستة

محافظات الكويت هي أعلى تقسيم إداري لدولة الكويت، التي يعود بداية إنشاء محافظاتها إلى المرسوم الأميري رقم 6 الصادر في عام 1962 حيث قسم الكويت إلى ثلاث محافظات وهي: محافظة العاصمة ومحافظة حولي ومحافظة الأحمدي. وقد وضح المرسوم عمل المحافظ، وتبعيته المحافظ إلى وزارة الداخلية، ومسؤوليتة تجاه الأمن، على أن تقوم وزارة الداخلية بإصدار القرارات اللازمة لبيان حدود اختصاص المحافظ. حدث بعض التغييرات في شأن محافظات الكويت نُلَخِّصها فيما يلي:
- في 14 نوفمبر 1979: تم تعديل بعض أحكام مرسوم التقسيم الإداري بحيث يتم إضافة محافظة رابعة وهي محافظة الجهراء.
- في 12 أكتوبر 1988: تم تعديل المادة الأولى من المادة بحيث تقسم الكويت إلى خمس محافظات بإضافة محافظة الفروانية.[2]
- في 27 نوفمبر 1999: صدر المرسوم الأميري رقم 290 والذي يقضي بإضافة محافظة سادسة وهي محافظة مبارك الكبير.[3]

و بذلك أصبحت تقسم الكويت إداريًا إلى ستة محافظات تتبع كل محافظة عدة مناطق. تتبع كل من جزيرة وربة وجزيرة بوبيان محافظة الجهراء بينما باقي الجزر تتبع محافظة العاصمة.
تقسم دولة الكويت إداريًا إلى ست محافظات وهي:
1. محافظة العاصمة: تأسست عام 1962، ويقع بها مقر الحكم والحكومة ومجلس الأمة.
2. محافظة حولي: تأسست عام 1962، أصغر المحافظات مساحة وأكثرها كثافة سكانية.
3. محافظة الأحمدي: تأسست عام 1962، أكثر محافظة في الكثافة السكانية (بالنسبة للكويتيين).
4. محافظة الجهراء: تأسست عام 1979، أكبر المحافظات مساحة.
5. محافظة الفروانية: تأسست عام 1988، أكبر محافظة من حيث عدد السكان بشكل عام.
6. محافظة مبارك الكبير: تأسست عام 1999، أحدث محافظات الكويت تأسيسًا.

## مقارنة بين المحافظات
| محافظات الكويت | محافظات الكويت | محافظات الكويت | محافظات الكويت | محافظات الكويت |
| المحافظة       | الخريطة        | المساحة        | السكان (2008)  | ملاحظات |
| -------------- | -------------- | -------------- | -------------- | --- |
| العاصمة        |                | 175 كم         | 502,099 نسمة   | يتواجد بالمحافظة مقر الحكم والحكومة وتتبعها كافة جزر الكويت، والبحر الإقليمي، والمياه الإقليمية ذات السيادة المشتركة |
| الأحمدي        |                | 5,120 كم       | 648,313 نسمة   | سميت نسبة إلى الشيخ أحمد الجابر الصباح وتتميز بحقول النفط                                                            |
| الفروانية      |                | 204 كم         | 908,360 نسمة   | وبها مطار الكويت الدولي وأكبر مجمع تجاري في الكويت الافنيوز                                                          |
| الجهراء        |                | 11,230 كم      | 420,674 نسمة   | أكبر محافظات الكويت مساحة وتعتبر منطقة زراعية                                                                        |
| حولي           |                | 85 كم          | 738,881 نسمة   | أكثر محافظات الكويت كثافة سكانية                                                                                     |
| مبارك الكبير   |                | 104 كم         | 210,475 نسمة   | أحدث محافظات الكويت                                                                                                  |

## مهام المحافظ
صدر المرسوم الأميري رقم 21 لسنة 1992 بشأن «نظام المحافظات» والذي ينص على التالي:
- يرأس كل محافظة محافظ يدير شؤونها ويعاونه في ذلك مجلس المحافظة الذي يتم تشكيله وتحديد اختصاصه.
- يعين المحافظ بمرسوم بدرجة وزير لمدة أربع سنوات قابلة للتجديد بناء على عرض رئيس مجلس الوزراء.
- يعتبر المحافظ ممثلا للسلطة التنفيذية بالمحافظة ويتولى مسؤولية المساهمة في الإشراف على تنفيذ السياسة العامة للدولة ومتابعة مشروعات خطة التنمية في دائرة محافظته وله في سبيل مباشرة اختصاصاته وواجباته أن يتصل بالوزراء المختصين في كل ما يتعلق بشؤون المحافظة، وأن يتولى بوجه خاص الأمور التالية:

1. المساهمة في الإشراف على مرافق الدولة في دائرة المحافظة ومراقبة الأوضاع فيها لضمان تنفيذ السياسات العامة للدولة.
2. متابعة تنفيذ القوانين والأنظمة الإدارية وذلك بما يكفل تحقيق الصالح العام.
3. التنسيق مع الجهات المختلفة المعنية في شأن متابعة تنفيذ القرارات والتوصيات الصادرة عن مجلس المحافظة ومتابعة أداء الخدمات المختلفة في المحافظة.
4. دراسة العرائض والشكاوي التي يتلقاها من المواطنين والاتصال بالجهات ذات الشأن للحصول على المعلومات والبيانات اللازمة بهدف التوصل إلى إيجاد الحلول المناسبة لهذه الشكاوي.
5. متابعة نشاط الأجهزة الحكومية والمرافق العامة في دائرة المحافظة والتنسيق بينها وإبلاغ ملاحظاته عليها إلي الوزراء المعنيين كل في نطاق اختصاصه.
6. مباشرة ما يفوضه فيه الوزراء في بعض اختصاصاتهم في شؤون وزارتهم ويرفع المحافظ تقارير عن أعمال مجلس المحافظة إلى مجلس الوزراء كل ستة أشهر أو كلما دعت الحاجة إلى ذلك.

- يكون للمحافظ سلطة الوزير في استخدام الموارد المالية المخصصة للمحافظة وفي الشؤون الإدارية الخاصة بموظفي ديوان المحافظة وذلك طبقا لقانون الخدمة المدنية.
- يكون لكل محافظة مجلس يسمي «مجلس المحافظة» يعاون المحافظ في إدارة شؤون المحافظة ويشكل لمدة أربع سنوات قابلة للتجديد.
- يتولى مجلس المحافظة المساهمة في التنمية الاقتصادية والاجتماعية للمحافظة والإشراف على كل ما من شأنه الارتقاء بمستواها في مختلف المجالات وفي إطار خطط وبرامج التنمية المعتمدة ويقوم بوجه خاص بما يلي:

1. التعرف على احتياجات المحافظة والعمل على تلبية متطلباتها في حدود الموارد المالية المتاحة.
2. المساعدة على سرعة وكفاءة وصول الخدمات إلى المواطنين وبحث مشكلاتهم العامة، والعمل على تنشيط مشاركتهم في حلها وتنشيطها.
3. تشجيع التربية الدينية والأنشطة التربوية والاجتماعية والرياضية والثقافية والصحية وغيرها والعمل على دعمها وتوجيهها نحو الإحساس بالمسؤولية وبث روح التعاون وتعميق الانتماء للوطن وذلك بالتنسيق مع الجهات الرسمية المعنية.
4. تنمية الوعي بين سكان المحافظة وحثهم على العمل التطوعي بما يكفل الارتقاء بمستوى الحياة الاجتماعية فيها.
5. العمل على المحافظة على البيئة وحمايتها وتحسينها في دائرة المحافظة وذلك بالتنسيق مع الجهات المعنية.
6. تنسيق المشروعات التي يساهم فيها مجلس المحافظة مع الجهات المختصة بالدولة.

- تكون للمحافظة موارد مالية خاصة للصرف على مشروعاتها بما يتفق مع الخطة الإنمائية للدولة وتتكون مما يلي:

1. الاعتمادات المالية التي تخصص في الميزانية السنوية للدولة.
2. القدر المخصص للخدمات الاجتماعية من أرباح الجمعيات التعاونية في المحافظة وفقا للشروط والقواعد التي يضعها وزير الشؤون الاجتماعية والعمل.
3. الهبات والتبرعات التي يق بلها مجلس المحافظة وفقا للشروط والقواعد التي يقررها مجلس الوزارء.
4. أي إيرادات أخرى تحققها المحافظة من أنشطتها الأخرى بعد موافقة مجلس الوزراء.

- يجوز تقسيم المحافظة بالتنسيق مع كل من وزارة الداخلية وبلدية الكويت إلى عدد من المناطق، ويصدر بتحديد كل منها وإنشاء وتشكيل مجلسها قرار من مجلس الوزراء، ويتم تنفيذ ذلك على مراحل طبقا لبرنامج يعتمده مجلس الوزراء.